# Pradosia
Pradosia é um género botânico pertencente à família Sapotaceae.